# Sjeverni Lolo jezici
Sjeverni Lolo jezici, (privatni kod: nlol), ogranak od 6 lolo jezika, šire lolo-burmanske skupine. Prema današnjoj klasifikaciji obuhvaća jezike i skupine:
a. Lisu (1): lisu [lis] (Kina)
b. Yi (5)
b1. Centralni Yi (1): Lolopo, Južni [ysp] (Kina)
b2. Istočni Yi (2): naluo [ylo] (Kina); nasu [ywq] (Kina)
Laghuu [lgh] (Vijetnam)
Mantsi [nty] (Vijetnam)
Prema Ethnologue 15th dijelila se na (27) jezika:
a. Lisu (2):  Lisu [lis] (Kina); lipo [lpo] (Kina)
b. Yi (24):
b1. Central Yi (4): central Yi [ycl], dayao yi [yio], Miqie Yi [yiq], južni loopho yi [ysp]
b2. Eastern Yi (4): Naluo Yi [ylo], Wumeng Yi [ywm], Wuding-Luquan [ywq], Wusa [ywu]
Yi, Sichuanski [iii] (Kina)
Laghuu [lgh] (Vijetnam)
Yi, Južni [nos] (Kina)
Mantsi [nty] (Vijetnam)
Jugoistočni Yi (4): Awu Yi [yiu], Axi Yi [yix], Azhe Yi [yiz], Sani [ysn]
Južni Yi (2): Eshan-Xinping Yi [yiv], Yuanjiang-Mojiang Yi [yym]
Zapadni Yi (4): Xishan Lalu Yi [yik], Istočni Lalu Yi [yit], Zapadni Lalu Yi [ywl], Zapadni Yi [ywt]
Yi, Guizhou [yig] (Kina)
Yi, Southeastern Lolo [yso] (Kina)
Samei [smh]
Ethnologue 14th imao je sljedeću klasifikaciju s 11 jwezika
a. Lisu (2): lisu, lipo
b. Yi (8): sichuanski yi [Iii] danas se zove Nuosu (Kina); laghuu [Lgh] (Vijetnam); mantsi [Mus] (Vijetnam); yunnanski yi danas istočni nisu [Nos] (Kina); centralni yi [Yic] podijeljen na centralni yi [ycl](Kina) i dayao yi [yio]; jugoistočni yi [Yie] (Kina) podijeljen na awu yi ili awu [yiu], axi yi [yix], azhe yi [yiz] i sani yi [ysn]; guizhouski yi [Yig] (Kina) danas se zove wusa nasu ili istočni yi; zapadni yi [Yiw] (Kina), podijeljen na xishan lalu yi [yik] i zapadni yi [ywt]
Samei [Smh] (Kina)

## Vanjske poveznice
- Ethnologue (14th)
- Ethnologue (15th)